# Mitropapokal 1938
Der Mitropapokal 1938 war die 12. Auflage des internationalen Cupwettbewerbs im Fußball. Es nahmen die besten Mannschaften Ungarns, der Tschechoslowakei, Italiens, Jugoslawiens und Rumäniens teil. Da die Teilnahme der österreichischen Vereine durch den Einmarsch der deutschen Wehrmacht und die Annexion Österreichs ans Deutsche Reich nicht möglich war, erhöhte man die Teilnehmerzahl aus den drei erstgenannten Ländern auf vier und komplettierte das Teilnehmerfeld um je zwei Mannschaften aus Jugoslawien und Rumänien, so dass man mit dem Achtelfinale starten konnte. Es handelte sich wie in den Jahren zuvor zumeist um die Meister, Vizemeister und Cupsieger der jeweiligen Länder. Die Teilnehmer spielten im reinen Pokalmodus mit Hin- und Rückspielen im wichtigsten kontinentalen Fußballwettbewerb in der Zeit vor dem Zweiten Weltkrieg.
Die beiden rumänischen Vertreter Rapid Bukarest und Ripensia Timisoara setzten sich überraschend im Achtelfinale gegen den Titelträger von 1929 Üjpest FC bzw. Milan AS durch. Der Titelverteidiger Ferencváros Budapest erreichte erneut das Finale, unterlag dort aber Slavia Prag, das den Titel gewann. Damit ging zum dritten Mal in der Geschichte des Wettbewerbs der Titel an einen tschechoslowakischen Verein. Die Finalspiele wurden zum dritten Mal nach 1934 und 1935 von englischen Schiedsrichtern geleitet. Torschützenkönig wurde Josef Bican vom Mitropacup-Sieger Slavia Prag mit zehn Treffern.

## Achtelfinale
Die Hinspiele fanden am 26. Juni, die Rückspiele am 2., 3. und 4. Juli 1938 statt.
|                             | Gesamt |                      | Hinspiel | Rückspiel |
| --------------------------- | ------ | -------------------- | -------- | --------- |
| Genova 1893                 | 5:3    | Sparta Prag          | 4:2      | 1:1       |
| AS Ambrosiana Inter Mailand | 5:3    | Kispest AC           | 4:2      | 1:1       |
| Újpest FC                   | 4:5    | Rapid Bukarest       | 4:1      | 0:4       |
| SK Židenice                 | 3:4    | Ferencváros Budapest | 3:1      | 0:3       |
| Hungária FC MTK Budapest    | 4:9    | Juventus Turin       | 3:3      | 1:6       |
| Ripensia Timișoara          | 4:3    | AC Mailand           | 3:0      | 1:3       |
| SK Kladno                   | 4:3    | HŠK Građanski Zagreb | 3:1      | 1:2       |
| Beogradski SK               | 3:5    | Slavia Prag          | 2:3      | 1:2       |

## Viertelfinale
Die Hinspiele fanden am 10. Juli, die Rückspiele am 17. Juli 1938 statt.
|                    | Gesamt |                             | Hinspiel | Rückspiel |
| ------------------ | ------ | --------------------------- | -------- | --------- |
| Ripensia Timișoara | 5:9    | Ferencváros Budapest        | 4:5      | 1:4       |
| Juventus Turin     | 6:3    | SK Kladno                   | 4:2      | 2:1       |
| Genova 1893        | 4:2    | Rapid Bukarest              | 3:0      | 1:2       |
| Slavia Prag        | 10:30  | AS Ambrosiana Inter Mailand | 9:0      | 1:3       |

## Halbfinale
Die Hinspiele fanden am 24. Juli, die Rückspiele am 31. Juli und 1. August 1938 statt.
|                | Gesamt |                      | Hinspiel | Rückspiel |
| -------------- | ------ | -------------------- | -------- | --------- |
| Juventus Turin | 3:4    | Ferencváros Budapest | 3:2      | 0:2       |
| Genova 1893    | 4:6    | Slavia Prag          | 4:2      | 0:4       |

## Finale

### Hinspiel
| Slavia Prag                                 | Slavia Prag | Ferencváros Budapest | Ferencváros Budapest |
| ------------------------------------------- | --- | --- | -------------------- |
| Slavia Prag                                 | \| 4. September 1938 in Prag (Masaryk-Stadion) \| \| Ergebnis: 2:2 (2:1) \| \| Zuschauer: 45.000 \| \| Schiedsrichter: Bert Mee ( England) \|                                                            | \| 4. September 1938 in Prag (Masaryk-Stadion) \| \| Ergebnis: 2:2 (2:1) \| \| Zuschauer: 45.000 \| \| Schiedsrichter: Bert Mee ( England) \|                                           | Ferencváros Budapest |
| Slavia Prag                                 | Alexa Bokšay – Antonín Černý, Ferdinand Daučík – Karel Průcha, Karol Daučík, Vlastimil Kopecký – Václav Horák, Ladislav Šimůnek, Josef Bican, Vojtěch Bradáč, Rudolf Vytlačil Cheftrainer: Johnny Madden | József Háda – Sándor Tátrai, Gyula Polgár – István Béla Magda, Béla Sárosi, Gyula Lázár – Mihai Tänzer, Gyula Kiss, György Sárosi , Géza Toldi, Tibor Kemény Cheftrainer: György Hlavay | Ferencváros Budapest |
| Slavia Prag                                 | 1:1 Josef Bican (36.) 2:1 Ladislav Šimůnek (44.), | 0:1 Tibor Kemeny (30.) 2:2 Gyula Kiss (63.) | Ferencváros Budapest |
| 4. September 1938 in Prag (Masaryk-Stadion) | | |                      |
| Ergebnis: 2:2 (2:1)                         | | |                      |
| Zuschauer: 45.000                           | | |                      |
| Schiedsrichter: Bert Mee ( England)         | | |                      |

### Rückspiel
| Ferencváros Budapest                      | Ferencváros Budapest | Slavia Prag | Slavia Prag |
| ----------------------------------------- | --- | --- | ----------- |
| Ferencváros Budapest                      | \| 11. September 1938 in Budapest (Üllői út) \| \| Ergebnis: 0:2 (0:0) \| \| Zuschauer: 40.000 \| \| Schiedsrichter: Jimmy Jewell ( England) \|                                         | \| 11. September 1938 in Budapest (Üllői út) \| \| Ergebnis: 0:2 (0:0) \| \| Zuschauer: 40.000 \| \| Schiedsrichter: Jimmy Jewell ( England) \|                                                           | Slavia Prag |
| Ferencváros Budapest                      | József Háda – Sándor Tátrai, Gyula Polgár – István Béla Magda, Béla Sárosi, Gyula Lázár – Mihai Tänzer, Gyula Kiss, György Sárosi , Géza Toldi, Tibor Kemény Cheftrainer: György Hlavay | Alexa Bokšay – Antonín Černý, Ferdinand Daučík – Karel Průcha, Otakar Nožíř, Vlastimil Kopecký – Ladislav Šimůnek, Bedrich Vacek, Josef Bican, Vojtěch Bradáč, Rudolf Vytlačil Cheftrainer: Johnny Madden | Slavia Prag |
| Ferencváros Budapest                      | 0:1 Rudolf Vytlacil (57.) 0:2 Ladislav Šimůnek (71.) | | Slavia Prag |
| 11. September 1938 in Budapest (Üllői út) | | |             |
| Ergebnis: 0:2 (0:0)                       | | |             |
| Zuschauer: 40.000                         | | |             |
| Schiedsrichter: Jimmy Jewell ( England)   | | |             |

## Beste Torschützen
| Rang | Spieler           | Klub                     | Tore |
| ---- | ----------------- | ------------------------ | ---- |
| 1    | / Josef Bican     | Slavia Prag              | 10   |
| 2    | György Sárosi     | Ferencváros Budapest     | 7    |
| 3    | Rudolf Vytlačil   | Slavia Prag              | 6    |
| 4    | Silviu Bindea     | Ripensia Timișoara       | 5    |
|      | František Kloz    | SK Kladno                | 5    |
|      | Géza Toldi        | Ferencváros Budapest     | 5    |
| 7    | István Kardos     | Hungária FC MTK Budapest | 4    |
|      | Guglielmo Gabetto | Juventus Turin           | 4    |
|      | Václav Horák      | Slavia Prag              | 4    |